# Sportvereniging Dynamo 2017-2018
Questa voce raccoglie le informazioni riguardanti la Sportvereniging Dynamo nelle competizioni ufficiali della stagione 2017-2018.

## Organigramma societario
Area direttiva
- Presidente: Arjan Oudbier

Area tecnica
- Allenatore: Bas Hellinga

## Rosa
| N° | Nome                | Ruolo | Data di nascita  | Nazionalità sportiva |
| -- | ------------------- | ----- | ---------------- | -------------------- |
| 1  | Dustin Bontrop      | L     | 5 febbraio 1996  | Paesi Bassi          |
| 3  | Bart van Garderen   | P     | 16 gennaio 1988  | Paesi Bassi          |
| 5  | Wessel Anker        | C     | 25 giugno 1990   | Paesi Bassi          |
| 6  | Nico Manenschijn    | O     | 6 dicembre 1994  | Paesi Bassi          |
| 7  | Ewoud Gommans       | S     | 17 novembre 1990 | Paesi Bassi          |
| 8  | Isak Helland-Hansen | S     | 14 aprile 1995   | Norvegia             |
| 9  | Renzo Verschuren    | C     | 24 giugno 1981   | Paesi Bassi          |
| 10 | Michiel van Dorsten | O     | 8 agosto 1986    | Paesi Bassi          |
| 13 | Railyson Espoza     | C     | 10 agosto 1992   | Paesi Bassi          |
| 14 | Wessel Blom         | S     | 5 luglio 1993    | Paesi Bassi          |
| 15 | Hugo van Garderen   | P     | 7 dicembre 1996  | Paesi Bassi          |
| 16 | Mats Kruiswijk      | S     | 12 dicembre 1989 | Paesi Bassi          |

## Statistiche

### Statistiche dei giocatori
| Giocatore         | Coppa CEV | Coppa CEV | Coppa CEV | Coppa CEV | Coppa CEV |
| Giocatore         | P         | PT        | AV        | MV        | BV        |
| ----------------- | --------- | --------- | --------- | --------- | --------- |
| W. Anker          | 1         | 9         | 6         | 2         | 1         |
| W. Blom           | 4         | 23        | 20        | 2         | 1         |
| D. Bontrop        | 4         | 0         | 0         | 0         | 0         |
| R. Espoza         | 2         | 3         | 1         | 1         | 1         |
| E. Gommans        | 1         | 0         | 0         | 0         | 0         |
| I. Helland-Hansen | 4         | 33        | 25        | 6         | 2         |
| M. Kruiswijk      | 2         | 0         | 0         | 0         | 0         |
| N. Manenschijn    | 4         | 53        | 41        | 8         | 4         |
| M. van Dorsten    | 4         | 20        | 18        | 1         | 1         |
| B. van Garderen   | 3         | 7         | 1         | 2         | 4         |
| H. van Garderen   | 3         | 1         | 1         | 0         | 0         |
| R. Verschuren     | 4         | 22        | 16        | 5         | 1         |

P = presenze; PT = punti totali; AV = attacchi vincenti; MV = muri vincenti; BV = battute vincenti

NB: Non sono disponibili i dati relativi alla Eredivisie e alla Coppa dei Paesi Bassi